# Tihaljina (rijeka)
Tihaljina je rijeka u Hercegovini. Dio je rijeke ponornice koja teče i ponire od područja Posušja preko Imotsko-bekijskog polja do Ljubuškog i ušća u Neretvu. Svojim tokom mijenja više od devet imena: Culuša – Ričina – Brina – Suvaja – Matica – Vrljika – Tihaljina – Mlade – Trebižat.
Tihaljinom se naziva riječni tok od izvora u Peć Mlinima do Greblja na Mladima (Veliki most). Odatle pa do Parila kraj Otoka zove se Mlade, po narodnoj legendi da se pomlađuje iz izvora Klokun u Klobuku. Od Parila pa do Jegetine, gdje je ušće Vrioštice zove se Prokop. Neki razlikuju dva toka: Stari prokop i Kanal ili Prokop. Od Jegetine pa do ušća zove se Trebižat. U narodu se čuje jednostavno Rika. 